# Poison’d!
Poison’d! (deutsch: vergiftet, hier in der Bedeutung von „giftig gemacht“, das Album enthält ausschließlich Coverversionen anderer Künstler) ist das 2007 veröffentlichte achte Studioalbum der US-amerikanischen Glam-Metal-Band Poison. Es ist das gleichzeitig das erste Studioalbum seit 2000, das die Band wieder bei Capitol Records veröffentlichte.

## Entstehung
Bei den auf dem Album enthaltenen Liedern handelt es sich um eine Zusammenstellung von eigens für diese Veröffentlichung aufgenommener Songs, die von Don Was produziert wurden, sowie um Titel, die die Gruppe bereits mit anderen Produzenten aufgenommen und auf anderen Tonträgern veröffentlicht hatte. Bei den von Don Was produzierten Titeln handelt es sich um die ersten acht und das letzte Lied des Albums. Die Titel 1 – 8 wurden in den Henson Recording Studios aufgenommen, Lied 13 (We’re an American Band) entstand 2005 in den Capitol Studios.
Weitere beteiligte Produzenten waren Rick Rubin, der mit Poison den Kiss-Song Rock 'N' Roll All Nite bereits 1987 für den Soundtrack des Films Less Than Zero aufgenommen hatte, Thom Panunzio, mit dem 2002 Squeeze Box für das Poison-Album Hollyweird entstand, Ric Browde, der 1987 mit der Band eine Demoversion des Liedes You Don't Mess Around With Jim produziert hatte, die für die Veröffentlichung auf diesem Album remastered wurde, sowie Tom Werman, mit dessen Hilfe die Coverversion von Your Mama Don’t Dance vom Poison-Album Open Up and Say... Ahh! entstanden war.
Alle Lieder, die bereits früher auf anderen Alben veröffentlicht worden waren, wurden für die Veröffentlichung auf Poison’d! ebenfalls remastered.

## Titelliste
1. Little Willie (Nicholas Berry Chinn, Michael Donald Chapman; Originalversion aufgenommen von The Sweet)
2. Suffragette City (David Bowie; Originalversion aufgenommen von David Bowie)
3. I Never Cry (Alice Cooper, Dick Wagner; Originalversion aufgenommen von Alice Cooper)

1. I Need To Know (Tom Petty; Originalversion aufgenommen von Tom Petty)
2. Can't You See (Toy Caldwell; Originalversion aufgenommen von The Marshall Tucker Band)
3. What I Like About You (Wally Palmar, Jimmie Marinos, Mike Skill; Originalversion aufgenommen von The Romantics)
4. Dead Flowers (Keith Richards, Mick Jagger; Originalversion aufgenommen von The Rolling Stones)
5. Just What I Needed (Ric Ocasek; Originalversion aufgenommen von The Cars)
6. Rock 'N' Roll All Nite (Gene Simmons, Paul Stanley; Originalversion aufgenommen von Kiss)
7. Squeeze Box (Pete Townshend; Originalversion aufgenommen von The Who)
8. You Don't Mess Around With Jim (Jim Croce; Originalversion aufgenommen von Jim Croce)
9. Your Mama Don't Dance (James Messina, Kenny Loggins; Originalversion aufgenommen von Loggins and Messina)
10. We're An American Band (Don Brewer; Originalversion aufgenommen von Grand Funk Railroad)

## Rezeption
Das Album erreichte Platz 32 der Billboard 200. Stephen Thomas Erlewine schrieb für Allmusic, die Produktion von Don Was sei „kräftiger als früheres Material der Band, Bret Michaels' Stimme dagegen etwas rauher“, aber das Album sei „immer noch als Produkt von Poison erkennbar.“ Erlewine bewertet die einzelnen Songs unterschiedlich stark und stellt fest, das Album sei „eine unausgewogene Auswahl, mache aber mehr Spaß als andere neue Poison-Alben der jüngeren Vergangenheit.“